# Ele É Demais
He's All That (bra/prt: Ele É Demais) é um filme de comédia romântica americano de 2021 dirigido por Mark Waters, a partir de um roteiro de R. Lee Fleming Jr. O filme é uma refilmagem trocando o gênero dos personagens de Ela é Demais (1999), que, por sua vez, era uma adaptação moderna da peça de 1913 de George Bernard Shaw, Pigmalião, e do filme de 1964 de George Cukor, My Fair Lady. É estrelado por Addison Rae, Tanner Buchanan, Madison Pettis e Peyton Meyer. Rachael Leigh Cook e Matthew Lillard retornam de Ela é Demais, porém em papéis diferentes.
As negociações para um remake de Ela é Demais foram anunciadas em setembro de 2020, com Mark Waters para dirigir, R. Lee Fleming Jr. definido para retornar como o roteirista do filme e Addison Rae para estrelar. As filmagens principais começaram em dezembro de 2020 em Los Angeles, Califórnia.
He's All That teve sua estreia mundial na NeueHouse em Hollywood, Califórnia, em 25 de agosto de 2021, antes de estrear na Netflix em 27 de agosto de 2021.

## Premissa
He's All That conta a história de Padgett Sawyer, que após descobrir que foi traída por seu namorado, faz uma aposta em transformar qualquer garoto no rei do baile. Ela então escolhe Cameron Kweller, um estudante anti-social e sem popularidade, no qual Padgett acaba se apaixonando.

## Enredo
Sawyer (Addison Rae) é uma influenciadora do Instagram em seu último ano do ensino médio que mora com sua mãe divorciada, uma enfermeira local (Rachael Leigh Cook), embora ela finja que mora em um condomínio rico para esconder suas reais condições de vida de seus seguidores e patrocinadores. Um dia, Padgett descobre que seu namorado, outro influenciador e aspirante a artista de hip hop, Jordan Van Draanen (Peyton Meyer), a está traindo com uma dançarina de apoio e se vê totalmente humilhada quando uma transmissão ao vivo de sua separação resulta em sua perda de seguidores e ofertas de patrocínio. Para se redimir, ela aceita o desafio de transformar o garoto menos popular da escola, Cameron Kweller (Tanner Buchanan), um estudante de fotografia anti-social, em rei do baile. Apesar de sua indiferença em relação a ela, Padgett continua com o desafio. Ela obtém informações sobre ele com sua irmã mais nova, Brin, e para se tornar mais próxima, começa a ter aulas de equitação com ele. Com o tempo, enquanto mantém sua palavra no desafio, Padgett começa a se relacionar mais com Cameron e descobre que ele e sua irmã mais nova perderam a mãe anos atrás e que moram com a avó enquanto o pai está morando na Suécia. Padgett arruma a aparência e o traje de Cameron e tenta expandir suas interações sociais na festa de sua amiga Quinn, onde ele a salva de sofrer humilhação quando Jordan aparece com seu par.
Na festa de aniversário temática de O Grande Gatsby da amiga de Padgett, Alden (Madison Pettis), Cameron briga com Jordan quando ele tenta fazer sexo com Brin, e a câmera de sua mãe é arruinada no processo, fazendo com que ele saia da festa furioso apesar das tentativas de Padgett de consolá-lo, fazendo-a se arrepender de ter feito a aposta, mas ela não desiste do desafio. No dia seguinte, Alden encara Padgett e revela seu plano para se tornar a rainha do baile ao lado de Jordan, revelando sua verdadeira identidade e que ela é responsável por transmitir ao vivo a separação de Padgett. Padgett começa a se apaixonar por Cameron, mas ela tem medo de expressar seus sentimentos depois de beijá-lo. Quando Brin descobre que Padgett beijou Cameron, ela o aconselha a convidá-la para o baile. Em uma tentativa de garantir a perda de Padgett, Alden expõe o desafio que ela fez com Padgett, o que deixa Cameron com raiva. No dia do baile, a mãe de Padgett quer que ela ainda vá e diz a ela para ser ela mesma.
Cameron se recusa a ir ao baile, mas Brin, percebendo que seu irmão mais velho está sorrindo pela primeira vez desde a morte de sua mãe e Padgett entrou em sua vida, o convence a ir. Ele não aparece e Padgett declina seu papel como Rainha do Baile. Padgett então se encontra com Cameron do lado de fora da escola, cavalgando um cavalo e o beija depois de se desculpar. Cameron a perdoa e o filme termina com Padgett e Cameron cavalgando em Portugal.

## Elenco e personagens
- Addison Rae como Padgett Sawyer, uma influenciadora de mídia social que está escondendo o fato de que ela é pobre de seu rico colégio. Sua personagem é derivada de Zack Siler de Ela é Demais.
- Tanner Buchanan como Cameron Kweller, um rebelde, anti-social que gosta de tirar fotos. Seu personagem é derivado de Laney Boggs de Ela é Demais.
- Madison Pettis como Alden, a melhor amiga afluente e consciente do status social de Padgett, sua rival posterior. Sua personagem é derivada de Dean Sampson, Jr. de Ela é Demais.
- Matthew Lillard como Diretor Bosch,[6] o diretor da escola. Lillard retorna de Ela é Demais, em um papel diferente, tendo originalmente interpretado o personagem Brock Hudson.
- Rachael Leigh Cook como Anna Sawyer, a mãe de Padgett que trabalha como enfermeira. Cook retorna de Ela é Demais, em um papel diferente, tendo originalmente interpretado Laney Boggs.
- Peyton Meyer como Jordan Van Draanen, namorado de Padgett que é artista de hip-hop e também influenciador de digital. Seu personagem é derivado de Taylor Vaughan de Ela é Demais.
- Isabella Crovetti como Brin Kweller, a irmã mais nova de Cameron em busca de popularidade. Sua personagem é derivada de Simon Boggs de Ela é Demais.
- Myra Molloy como Quinn, a outra melhor amiga de Padgett, que a apoia mais do que Alden. Sua personagem é derivada de Preston de Ela é Demais.
- Annie Jacob como Nisha, a melhor e única amiga de Cameron. Sua personagem é derivada de Jesse Jackson de Ela é Demais.
- Kourtney Kardashian como Jessica Miles Torres,[7] patrocinadora de Padgett nas redes sociais.
- Vanessa Dubasso como Aniston, uma dançarina com quem Jordan se envolve. Sua personagem é derivada de Brock Hudson de Ela é Demais.
- Heather Ann Gottleib como Celeste, uma rebelde que despreza o ensino médio ainda mais do que Cameron
- Romel De Silva como Sebastian Woo, um estudante que se destaca em ciências.
- Andrew Matarazzo como Logan, amigo de Jordan
- Dominic Goodman como Track, amigo de Jordan
- Jill Basey como avó, a avó de Cameron e Brin que os levou para morar com ela.
- Evan Fields como Prom DJ Jamal, o DJ do baile.

## Produção
Em setembro de 2020, um remake tocando o sexo de Ela é Demais (1999) foi anunciado pela Miramax intitulado He's All That, com Mark Waters como diretor, o roteirista original R. Lee Fleming Jr. para escrever e Addison Rae para estrelar. Tanner Buchanan também foi escalado, junto com Myra Molloy, Madison Pettis, Peyton Meyer, Isabella Crovetti e Annie Jacob.
Em dezembro de 2020, Rachael Leigh Cook se juntou ao elenco para interpretar a mãe de Rae. Foi confirmado que o personagem de Cook não tem relação com seu personagem original. Andrew Matarazzo, Vanessa Dubasso, Brian Torres, Romel De Silva, Dominic Goodman, Ryan Hollis e Tiffany Simon também se juntaram à produção.
As filmagens aconteceram na Union Station, em Los Angeles, em dezembro de 2020. A cidade foi criticada por sua decisão de fechar um local de testes do COVID-19 para acomodar os cineastas. A decisão foi revertida e o local de teste pôde continuar funcionando durante as filmagens. Em agosto de 2021, a música "Kiss Me" foi regravada por Cyn para a trilha sonora do filme.

## Lançamento
He's All That teve sua estreia mundial na NeueHouse em Hollywood, Califórnia, em 25 de agosto de 2021, antes de ser lançado em 27 de agosto de 2021, pela Netflix. De acordo com a Netflix, foi o filme número um em seu serviço naquela semana.

## Recepção
De acordo com o agregador de resenhas Rotten Tomatoes, 50% das resenhas de 50 críticos são positivas, com uma classificação média de 4,10/10. O consenso dos críticos do site diz: "Afligido pela falta de química entre suas estrelas, He's All That deixa passar numerosas oportunidades para melhorar seu material fonte de sexos trocados."  No Metacritic, outro agregador, o filme tem uma pontuação média ponderada de 36 de 100 com base em 22 críticos, indicando "críticas geralmente desfavoráveis".
Courtney Howard, da Variety, disse "He's All That faz algumas alterações inteligentes no original, apesar de mimeografar a estrutura, e atinge um equilíbrio benevolente entre o antigo e o novo com um punhado de referências. No entanto, há muitos outros elementos irritantemente desanimadores." Peter Travers, da ABC News, deu uma crítica negativa, dizendo "fabricado para o público de The Kissing Booth, a atualização amigável do TikTok do hit adolescente de 1999 parece horrível e muitas vezes é, mas charme suficiente aparece nas rachaduras para enganar qualquer um que já se apaixonou por uma fábula reformulada." Robyn Bahr do The Hollywood Reporter escreveu: "He's All That pode ser um reflexo achatado de seu antecessor, mas ambos os filmes são charmosos o suficiente para escapar com cerca de uma piada de insinuação de sexo anal cada" e que o filme "não é realmente pior do que o primeiro filme."
Nell Minow, escrevendo para a RogerEbert.com, foi mais positiva em sua crítica do filme, dando-lhe uma pontuação de 3 em 4 estrelas. Ela escreveu: "um doce finalzinho de sorvete de verão com jovens performers atraentes e um roteiro que atualiza o original sem exagerar." Michael Ordoña, do Los Angeles Times, fez uma crítica positiva ao afirmar: "Você ficará satisfeito em descobrir que o remake divertido tem seus encantos; na verdade, é tudo isso, na maior parte."